# Receptor de hormonas esteroideas
Los receptores de hormonas esteroideas son unas proteínas que pueden ser encontradas en la membrana plasmática, en el citosol y en el núcleo celular de las células en las que juega algún papel. La mayoría de ellos son receptores intracelulares (normalmente citoplásmicos) y son responsables de iniciar una transducción de señales al unir una hormona esteroidea, dando lugar a variaciones de la expresión génica en un periodo de horas a días. 
Algunos receptores esteroideos no pertenecen a la familia de receptores nucleares que incluye un grupo de receptores homólogos (tipo II) los cuales unen ligandos no esteroideos tales como la hormona tiroidea, vitamina A, vitamina D y receptores huérfanos. Todos estos receptores son factores de transcripción. Dependiendo de dónde se localice la hormona esteroidea que unen, estos receptores se localizarán en el citoplasma y se translocarán al núcleo tras la activación, o bien se mantendrán en el núcleo esperando que entre la hormona en cuestión y lo active. Esta translocación al núcleo debe producirse con una señal de localización nuclear (NLS) que se encuentra en una región del receptor. En la mayoría de los casos, esta señal está cubierta por las proteínas de choque térmico (Hsp), que se unen al receptor hasta que aparece la hormona esteroidea. Tras la unión de la hormona, el receptor sufre un cambio conformacional, las Hsp se despegan y el complejo receptor/hormona penetran en el núcleo para activar la transcripción. Recientemente, ha sido descrita una nueva clase de receptores esteroideos en la membrana celular. Nuevos estudios sugieren que, junto con los receptores intracelulares, estos receptores de membrana están presentes para reconocer diversas hormonas esteroideas, y sus respuestas celulares son mucho más rápidas que las de los receptores intracelulares. Los receptores esteroideos de membrana mejor conocidos hasta ahora unen aldosterona y testosterona y podrían ser diana de nuevos fármacos en el futuro.

## Tipos
Receptores de tipo I
- Receptores de hormonas sexuales (hormonas sexuales)
  - Receptor androgénico
  - Receptor de estrógeno
  - Receptor de progesterona
- Receptor de glucocorticoides (glucocorticoides)
- Receptor de mineralcorticoides (mineralcorticoides)

Receptores de tipo II
- Receptor de vitamina A (vitamina A)
- Receptor de vitamina D (vitamina D)
- Receptores retinoides
- Receptor de hormona tiroidea

Receptores huérfanos

## Estructura
Los receptores de hormonas esteroideas comparten una estructura común de cuatro dominios que son funcionalmente homólogos:
1. Dominio variable: comienza en el extremo N-terminal y es la región más variable entre los diferentes receptores.
2. Dominio de unión a ADN: está localizado en una posición central y su secuencia se encuentra altamente conservada con los dominios de unión a ADN (DBD). Consiste en dos motivos globulares no repetidos (PDB: 1HCQ Archivado el 17 de diciembre de 2007 en Wayback Machine.) donde el zinc es coordinado con cuatro cisteínas y con residuos diferentes de histidina. Su estructura secundaria y terciaria es distinta de los dedos de zinc clásicos.[2] Esta región controla qué gen será activado. En el ADN, interacciona con los elementos de respuesta a hormonas (HRE).
3. Región bisagra: esta región controla el movimiento del receptor al núcleo celular.
4. Dominio de unión a hormona: el dominio de unión a ligando (LBD) se encuentra moderadamente conservado. Puede incluir una señal de localización nuclear, una secuencia de aminoácidos capaz de unir chaperonas y parte de la superficie implicada en la dimerización. Estos receptores se encuentran filogenéticamente cercanos a las proteínas de choque térmico Hsp90 y Hsp56, que son requeridas para mantener a estos receptores en una conformación inactiva pero receptiva en el citoplasma. Al final de este dominio se encuentra el extremo C-terminal. Esta región terminal se encarga de conectar las proteínas que forman el homo- o heterodímero correspondiente.

Sólo los receptores de tipo I tienen Hsp asociadas con el receptor inactivo, que serán liberadas cuando el ligando se una a su sitio de unión. Los receptores de tipo I pueden encontrarse en forma de homo- y heterodímero. Los receptores de tipo II no están asociados a las Hsp y, en contraste con los de tipo I, se localizan en el núcleo celular.
Existen algunas evidencias de que ciertos receptores de hormonas esteroideas pueden atravesar la bicapa lipídica de la membrana celular, por lo que podrían ser capaces de interaccionar con hormonas que quedan fuera de las células.
Los receptores de hormonas esteroideas pueden funcionar también fuera del núcleo y acoplarse a proteínas citoplásmicas implicadas en transducción de señales tales como PI3K y la quinasa Akt.

## Funcionamiento
Las moléculas de esteroides libres (no unidos) penetran en el citoplasma e interaccionan con su correspondiente receptor. En este proceso, las Hsp se disocian del receptor y el complejo activo receptor/ligando es translocado al núcleo.
Después de la unión del ligando (hormona esteroidea), los receptores esteroideos suelen formar dímeros. En el núcleo, el complejo actúa como un factor de transcripción, activando o reprimiendo la transcripción de determinados genes mediante su unión al ADN. Como resultado, el ARN mensajero producido sale fuera del núcleo para unirse a los ribosomas. A continuación, se produce la traducción de dicho ARNm, generándose las proteínas correspondientes, que llevarán a cabo diversas funciones en la célula.
Los receptores de tipo II se localizan en el núcleo. Por ello, sus ligandos atraviesan la membrana celular y la envuelta nuclear, y entran en el núcleo donde activan a sus correspondientes receptores sin liberar ninguna Hsp. Los receptores activados interaccionan con el elemento de respuesta a hormonas y el proceso de transcripción es iniciado cono en los receptores de tipo I.
El receptor de membrana de aldosterona ha demostrado ser capaz de incrementar la actividad de la bomba de sodio-potasio, de los canales de sodio ENaC y de los canales de potasio ROMK de las células principales en el túbulo contorneado distal y en el ducto colector cortical de las nefronas (así como en el intestino grueso y posiblemente en las glándulas sudoríparas).
Una característica clave de los receptores de hormonas esteroideas, que probablemente confiere una diana para terapias confinadas a un único tejido, es la capacidad de ciertas partes del receptor de interaccionar con proteínas que poseen papeles cruciales en la regulación de la fisiología celular.